# Securitas
En la mitología romana, Securitas era la personificación de la seguridad y la estabilidad de una persona y, en un aspecto más amplio, del estado romano entero.
Hija de Disciplina y hermana de Humanitas, Frugalitas y Auctoritas, nos han llegado monedas con representaciones suyas, una matrona provista de lanza, cuerno de la abundancia y una rama de olivo.
Se corresponde con la diosa griega Soteria o Soteira.